# Robert Benton
Robert Benton (født 29. september 1932 i Waxahachie, Texas, død 11. maj 2025) var en amerikansk filminstruktør og manuskriptforfatter.
Han fik særligt opmærksomhed for sit manuskript til Bonnie and Clyde (1967) og instruktørdebuterede i 1972. Han opnåede stor publikumssucces med Kramer vs. Kramer (Kramer mod Kramer, 1979; Oscar-priser for bedste instruktion og manuskript). Kriminalfilmen Billy Bathgate (Billy Bathgate - gangsterens lærling, 1991) var baseret på en roman af Edgar Lawrence Doctorow. Han instruerede siden Nobody's Fool (Hvem er fuldkommen?, 1994) og Twilight (Sandhedens time, 1998), begge med Paul Newman.